# جنوب السودان في الألعاب الأولمبية الصيفية 2016
قالب:Infobox Olympics South Sudan
شاركت جنوب السودان في الألعاب الأولمبية الصيفية 2016 التي ستقام في ريو دي جانيرو في البرازيل وذلك بين 5 و21 أغسطس 2016. و هذه هي المرة الأولى التي شاركت فيها جنوب السودان في الألعاب الأولمبية بعد استقلال البلاد عن السودان، و شاركت جنوب السودان في الأولمبياد بثلاث عدائين فقط ضمن منافسات ألعاب القوى.

## الميداليات
| الرياضي | المنافسة | ذهبية | فضية | برونزية |
| ------- | -------- | ----- | ---- | ------- |
|         |          |       |      |         |
| المجموع |          |       |      |         |